# Ludwigshafen (Rhein) Hauptbahnhof
Ludwigshafen (Rhein) Hauptbahnhof vasútállomás Németországban, Rajna-vidék–Pfalz tartományban, Ludwigshafen am Rhein városban. A német vasútállomás-kategóriák közül a második csoportba tartozik.

## Vasútvonalak
Az állomást az alábbi vasútvonalak érintik:
- Mannheim–Saarbrücken-vasútvonal

## Forgalom

### Regionális
| Járat | Útvonal | Vonalszám     | Szolgáltató    | Ütem                                    |
| ----- | --- | ------------- | -------------- | --------------------------------------- |
| S 1   | Homburg – Kaiserslautern – Neustadt – Schifferstadt – Ludwigshafen – Mannheim – Heidelberg – Eberbach – Mosbach – Osterburken | 665.1-2       | DB Regio Mitte | 060 perc                                |
| S 2   | Kaiserslautern – Neustadt – Schifferstadt – Ludwigshafen – Mannheim – Heidelberg – Eberbach – Mosbach                         | 665.1-2       | DB Regio Mitte | 060 perc                                |
| S 3   | Germersheim – Speyer – Schifferstadt – Ludwigshafen – Mannheim – Heidelberg – Bruchsal – Karlsruhe                            | 665.3-4       | DB Regio Mitte | 060 perc                                |
| S 4   | Germersheim – Speyer – Schifferstadt – Ludwigshafen – Mannheim – Heidelberg – Bruchsal                                        | 665.3-4       | DB Regio Mitte | 060 perc                                |
| S 4   | Ludwigshafen BASF – Ludwigshafen (– Schifferstadt – Kaiserslautern / – Germersheim – Wörth)                                   | 670, 677      | DB Regio Mitte | 060 perc (egyetlen vonat (csúcsidőben)) |
| S 6   | Mainz – Oppenheim – Worms – Frankenthal – Ludwigshafen – Mannheim (– Weinheim – Bensheim)                                     | 650, 660      | DB Regio Mitte | 030 perc                                |
| RE 1  | Koblenz – Trier – Saarbrücken – Homburg – Kaiserslautern – Neustadt – Ludwigshafen – Mannheim                                 | 670, 685, 690 | DB Regio Mitte | bizonyos vonatok                        |
| RE 4  | Frankfurt – Hochheim – Mainz – Worms – Frankenthal – Ludwigshafen – Speyer – Karlsruhe                                        | 660           | DB Regio Mitte | 120 perc                                |
| RE 14 | Frankfurt – Hochheim – Mainz – Worms – Frankenthal – Ludwigshafen – Mannheim                                                  | 660           | DB Regio Mitte | bizonyos vonatok                        |

### Busz- és villamosjáratok
| Járat | Útvonal | Szolgáltató               | Ütem           |
| ----- | --- | ------------------------- | -------------- |
| 4/4A  | Bad Dürkheim – LU Oggersheim – LU Hauptbahnhof – LU Berliner Platz – Mannheim Hbf – Mannheim-Innenstadt – Mannheim-Gartenstadt | Rhein-Neckar-Verkehr GmbH | 10 perc        |
| 9     | Bad Dürkheim – LU Oggersheim – LU Hauptbahnhof – LU Berliner Platz – Mannheim Hbf – MA Neuostheim (– Heidelberg) (Expresszug)  | Rhein-Neckar-Verkehr GmbH | 60 perc        |
| 10    | LU Friesenheim Mitte LU Klinikum LU Hauptbahnhof – LU Berliner Platz – Luitpoldhafen                                           | Rhein-Neckar-Verkehr GmbH | 15 perc        |
| 70    | Hauptbahnhof Vorplatz – Friesenheim – Oggersheim                                                                               | Rhein-Neckar-Verkehr GmbH | 20 perc        |
| 74    | Rathaus – Hauptbahnhof Vorplatz – Niederfeld – Gartenstadt – Mundenheim – Berliner Platz                                       | Rhein-Neckar-Verkehr GmbH | 20 perc        |
| 75    | Berliner Platz – Hauptbahnhof Vorplatz – Gartenstadt – Rheingönheim                                                            | Rhein-Neckar-Verkehr GmbH | 20 perc        |
| 78    | BASF – Hauptbahnhof Vorplatz – Gartenstadt – Maudach                                                                           | Rhein-Neckar-Verkehr GmbH | nur HVZ        |
| 90    | Berliner Platz – Hauptbahnhof Vorplatz/Lorientalallee – Friesenheim – Oggersheim – Notwende-Melm                               | Rhein-Neckar-Verkehr GmbH | Nachtbus       |
| 1075  | Berliner Platz – Hauptbahnhof Vorplatz – Hochschule                                                                            | Rhein-Neckar-Verkehr GmbH | Ruftaxi nachts |

### Távolsági
| Járat | Útvonal | Gyakoriság           |
| ----- | --- | -------------------- |
| EC 62 | Saarbrücken – Kaiserslautern – Ludwigshafen – Mannheim – Stuttgart – Ulm – Augsburg – München – Salzburg – Bischofshofen – Schladming – Selzthal – Graz | egy vonatpár naponta |

## Kapcsolódó állomások
A vasútállomáshoz az alábbi állomások vannak a legközelebb:
- Ludwigshafen (Rhein) Überleitung Süd
- Ludwigshafen (Rhein) Überleitung Nord
- Ludwigshafen (Rhein) Mitte station
- Ludwigshafen-Mundenheim station
- Ludwigshafen (Rhein) BASF Süd
- Frankenthal Central Station (Frankfurt Hauptbahnhof, RE 4)
- Schifferstadt station (Karlsruhe Hauptbahnhof, RE 4)